# Década de 110 a.C.
Séculos: (Século III a.C. - Século II a.C. - Século I a.C.)
Décadas: 160 a.C. 150 a.C. 140 a.C. 130 a.C. 120 a.C. - 110 a.C. - 100 a.C. 90 a.C. 80 a.C. 70 a.C. 60 a.C.
Anos: 119 a.C. - 118 a.C. - 117 a.C. - 116 a.C. - 115 a.C. - 114 a.C. - 113 a.C. - 112 a.C. - 111 a.C. - 110 a.C.